# Kalophrynus robinsoni
Espèce
Statut de conservation UICN

 DD  : Données insuffisantes
Kalophrynus robinsoni est une espèce d'amphibiens de la famille des Microhylidae.

## Répartition
Cette espèce est endémique du Pahang en Malaisie péninsulaire. Elle ne se rencontre que dans les monts Gunung Tahan,.

## Étymologie
Cette espèce est nommée en l'honneur d'Herbert Christopher Robinson.

## Publication originale
- Smith, 1922 : On a collection of Reptiles and Batrachians from the mountains of Pahang, Malay Peninsula. Journal of the Federated Malay States Museums, Kuala Lumpur, p. 263-282 (texte intégral).